# Náměstí Svatého Marka

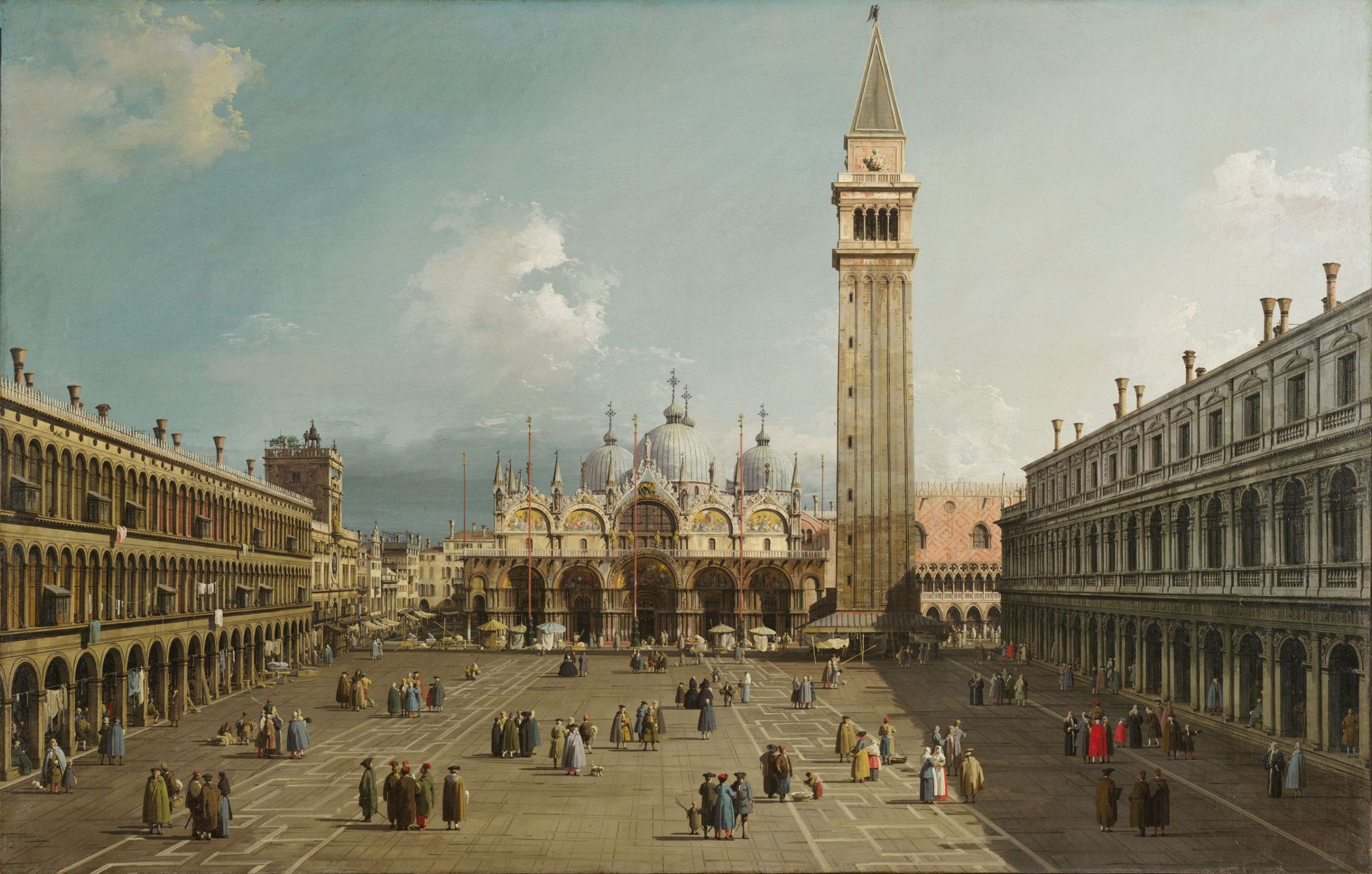
Náměstí Svatého Marka s bazilikou (1730) Canaletto

Náměstí Svatého Marka (italsky Piazza San Marco, benátsky Piasa San Marco) je hlavní náměstí Benátek. Je pojmenováno po evangelistovi Markovi, patronovi Benátek. Jako ústřední dominanta Benátek je náměstí velmi oblíbené u turistů a benátských holubů.
Část náměstí vedoucí k přístavnímu molu se nazývá Piazzetta San Marco neboli náměstíčko Sv. Marka. Náměstí Svatého Marka jako jediné v Benátkách nese označení piazza (náměstí, tržiště), všechna ostatní se označují campo (prostranství).

## Historie
Náměstí vzniklo v 9. století jako malý prostor před původní bazilikou svatého Marka. Do současné velikosti a tvaru bylo náměstí upraveno v roce 1177, když kanál Rio Batario ohraničující náměstí ze západu a dok, který odděloval Dóžecí palác od náměstí, byly zasypány. Toto přeuspořádání bylo způsobeno návštěvou papeže Alexandra III. a císaře Fridricha Barbarossy.

## Pamětihodnosti
- Dóžecí palác
- Bazilika svatého Marka
- Zvonice svatého Marka
- Hodinová věž (Torre del'Orloggio)

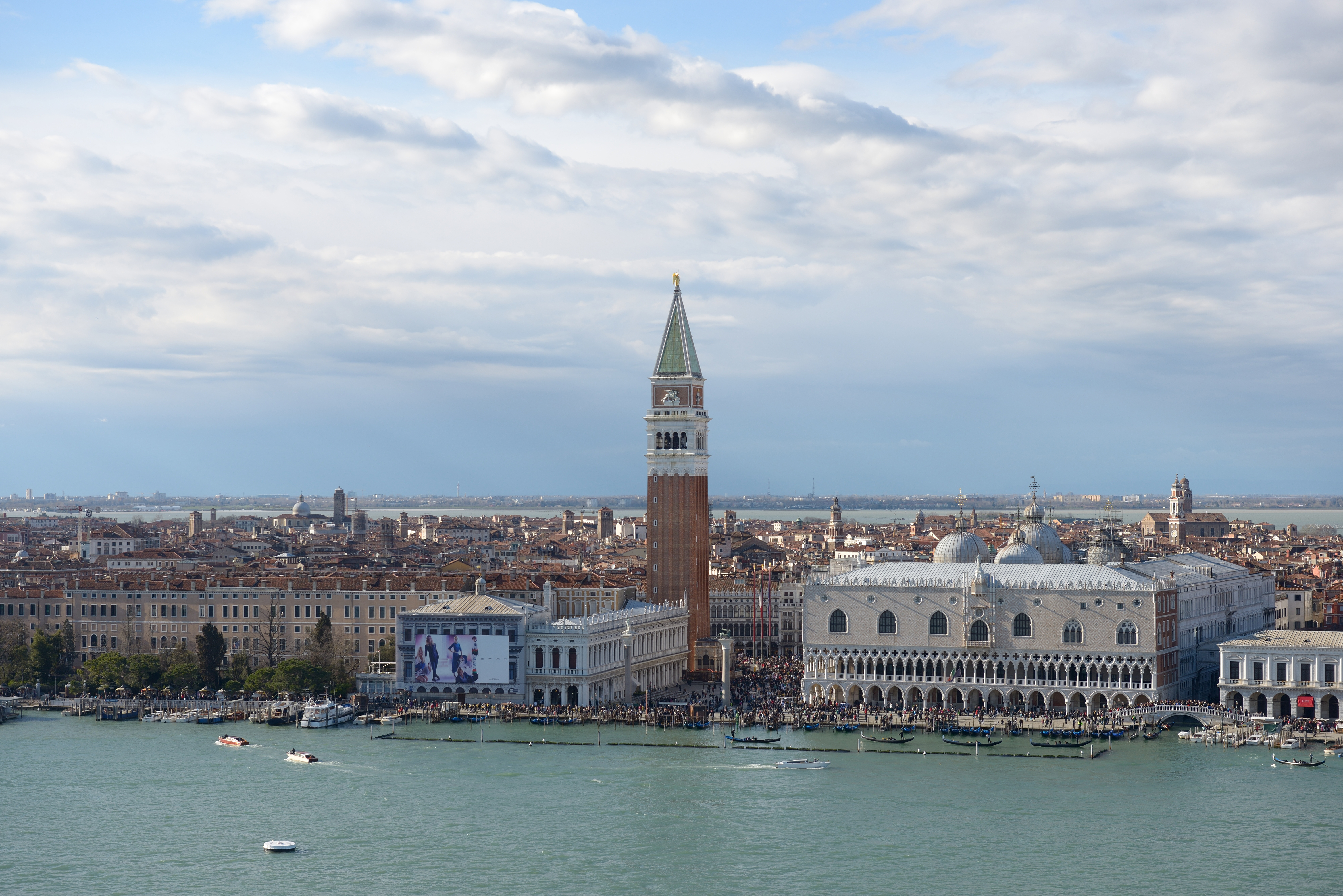
Pohled od jihu: zvonice, Dóžecí palác a molo zakončující náměstí

- Sloupy se sv. Teodorem a benátským lvem (atribut sv. Marka)
- Budovy s arkádami: renesanční Procuratie Vecchie a Procuratie Nuove, mezi nimi Ala Napolenica
- Caffè Florian – nejstarší italská kavárna (založeno 1720)
- Knihovna sv. Marka (Biblioteca Marciana) od Jacopa Sansovina